# Нейкова, Румяна
Румя́на Димитро́ва Джаджа́рова-Не́йкова  (болг. Румяна Димитрова Джаджарова-Нейкова , род. 6 апреля 1973 года в Софии) — болгарская гребчиха, Олимпийская чемпионка, чемпионка мира, участница пяти Олимпийских игр.

## Карьера
Заниматься греблей Нейкова начала в 1985 году в столичном ЦСКА под руководством тренера Верки Алексиевой. Первоначально Нейкова выступала в составе четвёрки парной. Именно в этом виде она выступила в 1992 году на своей первой Олимпиаде, где заняла со своими подругами по команде девятое место.
В дальнейшем Нейкова переквалифицировалась в одиночный класс, в котором и добилась наибольших успехов. Также она выступала в парной двойке, где завоевала две чедали чемпионатов мира. Её основной партнёршей в этой дисциплине была Милена Маркова.
На Олимпиаде 1996 года в одиночном классе Нейкова заняла восьмое место. Через три года, в канадском Сент-Катаринс впервые стала призёром чемпионата мира, завоевав бронзовую медаль.
В 2000 году Нейкова стала серебряным призёром Олимпиады в Сиднее, уступив золотую награду белоруске Екатерине Карстен только в результате просмотра фотофиниша и спорного решения жюри. В следующем Олимпийском цикле дважды выигрывала чемпионаты мира в одиночном классе, первенствовав на чемпионатах мира 2002 и 2003 годов. Но на Олимпиаде в Афинах болгарская спортсменка завоевала лишь бронзовую медаль.
На последней в карьере, пятой Олимпиаде Нейкова смогла завоевать золотую медаль в состязании одиночниц, после чего завершила карьеру.

## Награды
- Орден «Стара-планина» I степени (2009)
- Почётный знак Президента Болгарии (2023)[1]